# 김정욱 (1976년)
김정욱(한국 한자: 金晶昱, 1976년 3월 1일 ~ )은 대한민국의 전 축구 선수이며, 포지션은 공격수였다.